# Turn It On Again
«Turn It On Again» (с англ. — «Включи это снова») — песня британской рок-группы Genesis, первый сингл с десятого студийного альбома Duke 1980 года. Композиция достигла 8 строчки в британском хит-параде.
По утверждению гитариста группы Майка Резерфорда, эта песня «о зависимом от телевизора человеке, который очарован людьми в нём и считает их своими друзьями». Оригинальная тональность песни — си мажор. Первоначально она была частью сюиты «The Duke Suite», которая впоследствии была разбита на отдельные песни.
Композиция примечательна своей ритмической структурой, довольно сложной для поп-музыки, более свойственной прогрессивному року: тактовый размер в схеме «куплет-припев» варьируется от 6
4 до 7
4 (13
4), а вступление и бридж — в структурах 4
4 и 5
4 (9
4). Коллинз отмечал: «Вы не можете под неё танцевать. Люди пытаются танцевать под неё до сих пор; они выпадают из бита, не понимая, почему».
«Turn It On Again» исполнялась во всех концертных турах Genesis с 1980 года.

## Дополнительные факты
- Композиция дала название сборнику хитов группы 1999 года, а также их концертному туру 2007 года.
- По словам Джейсона Бонэма, сына Джона Бонэма, его отец «очень уважал игру на барабанах Фила Коллинза», а одной из его любимых песен была песня Genesis «Turn It On Again», которую он любил играть с ним[9].
- Композиция звучит на радиостанции «Flash FM» в игре Grand Theft Auto: Vice City Stories.

## Хит-парады
| Хит-парад (1980)                                        | Высшая позиция |
| ------------------------------------------------------- | -------------- |
| Великобритания (UK Singles Chart)                       | 8              |
| Ирландия (IRMA)                                         | 12             |
| Италия (FIMI)                                           | 8              |
| Канада (RPM Top Singles)                                | 49             |
| Нидерланды                                              | 38             |
| США (Billboard Hot 100)                                 | 58             |
| США (Cash Box Top 100)                                  | 55             |
| Франция (Syndicat national de l'édition phonographique) | 32             |

## Персонал, участвовавший в записи
- Фил Коллинз — ударные, перкуссия, вокал
- Тони Бэнкс — клавишные, бэк-вокал
- Майкл Резерфорд — гитары, басовая педаль